# Tim Morehouse

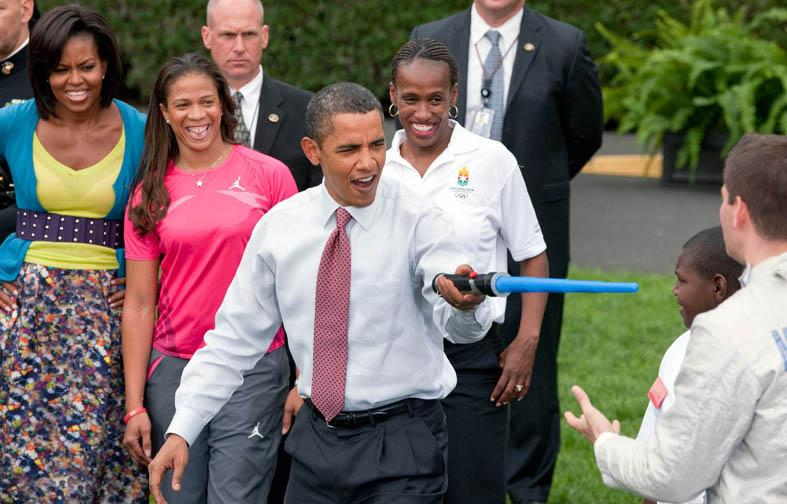
USA:s president Barack Obama demonstrerar fäktning med Tim Morehouse på Vita husets gräsmatta

Tim Morehouse, född den 29 juli 1978 i New York i USA, är en amerikansk fäktare som tog OS-silver i herrarnas lagtävling i sabel i samband med de olympiska fäktningstävlingarna 2008 i Peking.